# David Jeffrey Wright
David Jeffrey "Jeff" Wright (Nueva Jersey, 1967) mayormente conocido por su trabajo como conservacionista y naturalista, activista en varios movimientos ambientales del 1990. Actualmente se encuentra trabajando como planificacador estratégico en discusiones es cuestiones relativas a la ecología y el desarrollo sostenible. Conocido como filósofo, el comenzó en las “Green Causes” desde finales de 1980.
Desde 1996 ha sido conocido como Coronel David J. Wright, a veces como D. Jeffrey Wright, Esq. en diferentes círculos sociales y profesionales, dependiendo de con qué país caribeño trabaja. Wright es un embajador de buena voluntad del Mancomunidad de Kentucky y actualmente sirve como Ejecutivo de la Fundación Panamericana (FUPAVEN) que se encuentra en Caracas, Venezuela, donde también trabaja independientemente como político y consultor, analista de negocios para los gobiernos extranjeros, organizaciones y en el sector privado. Mucho del trabajo de consultoría que al que se dedica es lo realiza anónimamente.